# Go-Jo
Marty Zambotto (Manjimup, Austrália; 25 de novembro de 1995), conhecido profissionalmente como Go-Jo, é um cantor, compositor e produtor musical australiano. Representou a Austrália no Festival Eurovisão da Canção 2025 com a música «Milkshake Man».

## Biografia
Marty cresceu numa comunidade remota e auto-sustentável na Austrália Ocidental, o que ajudou a desenvolver seu estilo musical e identidade artística. Ele ganhou seu primeiro violão aos 13 anos. Atualmente mora em Sydney.
O cantor é conhecido por suas canções originais e covers de guitarra.
A 25 de fevereiro de 2025, a SBS anunciou que Marty  que iria representar a Austrália no Festival Eurovisão da Canção 2025 em Basileia, na Suíça, com a canção Milkshake Man.

## Discografia

### Singles
- 2021 – Fuck Being Sad
- 2022 – Georgia
- 2022 – Missing You
- 2022 – See You in LA
- 2022 – Double Down
- 2023 – Mrs. Hollywood
- 2023 – Loverman
- 2023 – Teenage Dream (Triple J Like A Version)
- 2024 – Cry About
- 2025 – Milkshake Man